# Campionati norvegesi di sci alpino 1977
I Campionati norvegesi di sci alpino 1977 si svolsero a Hemsedal e a Lillehammer tra il 10 e il 13 febbraio; furono assegnati i titoli di discesa libera, slalom gigante, slalom speciale e combinata, sia maschili sia femminili.

## Risultati

### Uomini

#### Discesa libera
| Pos. | Atleta         | Nazione  |
| ---- | -------------- | -------- |
| 1    | Erik Håker     | Norvegia |
| 2    | Jostein Masdal | Norvegia |
| 3    | Even Hole      | Norvegia |

Data: 10 febbraio

Località: Hemsedal

#### Slalom gigante
| Pos. | Atleta             | Nazione  |
| ---- | ------------------ | -------- |
| 1    | Stein Ivar Halsnes | Norvegia |
| 2    | Stein Erik Bye     | Norvegia |
| 3    | Kjell Waløen       | Norvegia |

Data: 12 febbraio

Località: Lillehammer

#### Slalom speciale
| Pos. | Atleta                | Nazione  |
| ---- | --------------------- | -------- |
| 1    | Knut Erik Johannessen | Norvegia |
| 2    | Stein Ivar Halsnes    | Norvegia |
| 3    | Jostein Masdal        | Norvegia |

Data: 13 febbraio

Località: Lillehammer

#### Combinata
| Pos. | Atleta                   | Nazione  |
| ---- | ------------------------ | -------- |
| 1    | Erik Håker               | Norvegia |
| 2    | Stein Ivar Halsnes       | Norvegia |
| 3    | Per Christian Nicolaysen | Norvegia |

### Donne

#### Discesa libera
| Pos. | Atleta           | Nazione  |
| ---- | ---------------- | -------- |
| 1    | Torill Fjeldstad | Norvegia |
| 2    | Bente Dahlum     | Norvegia |
| 3    | Kari Bjerke      | Norvegia |

Data: 10 febbraio

Località: Hemsedal

#### Slalom gigante
| Pos. | Atleta           | Nazione  |
| ---- | ---------------- | -------- |
| 1    | Øydis Skille     | Norvegia |
| 2    | Torill Fjeldstad | Norvegia |
| 3    | Kari Bjerke      | Norvegia |

Data: 12 febbraio

Località: Lillehammer

#### Slalom speciale
| Pos. | Atleta             | Nazione  |
| ---- | ------------------ | -------- |
| 1    | Anne Dorte Carlson | Norvegia |
| 2    | Bente Dahlum       | Norvegia |
| 3    | Torill Fjeldstad   | Norvegia |

Data: 13 febbraio

Località: Lillehammer

#### Combinata
| Pos. | Atleta           | Nazione  |
| ---- | ---------------- | -------- |
| 1    | Torill Fjeldstad | Norvegia |
| 2    | Bente Dahlum     | Norvegia |
| 3    | Øydis Skille     | Norvegia |